# Giorgio Lingua
Giorgio Lingua (ur. 23 marca 1960 w Fossano) – włoski duchowny katolicki, arcybiskup, nuncjusz apostolski w Chorwacji.

## Życiorys
10 listopada 1984 otrzymał święcenia kapłańskie i został inkardynowany do diecezji Fossano. W 1988 rozpoczął przygotowanie do służby dyplomatycznej na Papieskiej Akademii Kościelnej. W 1992 uzyskał doktorat z prawa kanonicznego i wstąpił do watykańskiej służby dyplomatycznej.
4 września 2010 został mianowany przez Benedykta XVI nuncjuszem apostolskim w Jordanii i Iraku oraz arcybiskupem tytularnym Tuscania. Sakry biskupiej 9 października 2010 udzielił mu w Rzymie Sekretarz Stanu Tarcisio Bertone.
17 marca 2015 został przeniesiony do nuncjatury apostolskiej na Kubie.
22 lipca 2019 został ogłoszony nuncjuszem apostolskim w Chorwacji.